# Pachyteria narai
Pachyteria narai là một loài bọ cánh cứng trong họ Cerambycidae.